# Julbernardia
Julbernardia là một chi thực vật có hoa trong họ Đậu.